# Heinrich Isaac
Heinrich Isaac, také zvaný Ysaac, Ysaak, Henricus, Arrigo d'Ugo a Arrigo il Tedesco (kolem 1450–55 pravděpodobně Flandry – 26. března 1517 Florencie) byl renesanční hudební skladatel franko-vlámské školy jihonizozemského původu. Působil v Německu, Rakousku a Itálii a měl velký vliv zejména na další vývoj německé hudby.

## Život
O mládí Heinricha Isaaca je jen málo známo. Narodil se patrně ve Flandrech a hudbu začal komponovat v sedmdesátých letech 15. století. První písemné zmínky o jeho osobě pocházejí z roku 1484, kdy se stal dvorním skladatelem v Innsbrucku.
Následujícího roku vstoupil do služeb Lorenze I. Medicejského ve Florencii, kde plnil povinnosti varhaníka, sbormistra, dvorního skladatele a hudebního pedagoga. Jako zpěvák a skladatel působil v kostelech Santa Maria del Fiore, Chiesa Santissima Annunziata a v křestní kapli Baptisterium San Giovanni. Dochovaly se zápisy o výplatě za služby v katedrále Santa Maria del Fiore z července roku 1495. Po 1. říjnu 1486 působil v kostele Chiesa Santissima Annunziata.
Lorenzo Medicejský si Isaacových služeb velice vážil. Dokonce zaranžoval jeho sňatek s dcerou místního řezníka Bartolomeou Bello, aby Issaca ve Florencii udržel. V souvislosti se sporem mezi Isaacem a Lorenzem Giambertim kvůli peněžitému dluhu v únoru 1489 je známo, že Isaac žil ve čtvrti San Lorenzo, kde byl i palác Medici. Isaac v roce napsal hudbu na text duchovního dramatu Sv. Jan a sv. Pavel Lorenze Medicejského.
8. dubna 1492 Lorenzo I. Medicejský zemřel a jeho následník Petr Medicejský si ponechal Isaaca ve svých službách. Společně cestovali do Říma na korunovaci papeže Alexandra VI. V roce 1494 získal ve městě velkou moc fanatický dominikánský mnich Girolamo Savonarola a Petr Medicejský byl vyhnán z Florencie a Isaac přišel o svého ochránce.
Jako mnoho florentských hudebníků i Isaac opustil Florencii a v roce 1496, poté co nějaký čas strávil s manželkou v Pise, odešel do Vídně a vstoupil do služeb císaře Maxmiliána I. 3. dubna byl jmenován jeho dvorním skladatelem. Doprovázel Maxmiliána na cestách po Evropě a oficielně zastával funkci dvorního skladatele až do své smrti v roce 1517 i když nebyl na vídeňský dvůr vázán.
Na svých cestách po Německu získal velký vliv na německou hudbu té doby. Stal se zakladatelem první německé polyfonní skladatelské školy. Jeho žákem byl i nejslavnější německý renesanční skladatel Ludwig Senfl.
V roce 1502 se Isaac vrátil do Itálie. Zpočátku žil ve Florencii a později ve Ferraře. Ve Ferraře soutěžil s Josquinem Desprezem o místo u dvora rodu d'Este. V posudku k volbě mezi těmito dvěma skladateli píše Gian d'Artiganova, "dodavatel" zpěváků a hudebníků pro italské a francouzské dvory: „Isaac má lepší charakter než Josquin. I když je ve skutečnosti Josquin lepší skladatel, pracuje jen tehdy, když sám chce, a ne tehdy je-li o to žádán. Isaac bude pracovat kdykoliv ho o něco požádáte.“ 
V roce 1514 se Isaac vrátil do Florencie a 26. března 1517 tam zemřel.

## Dílo

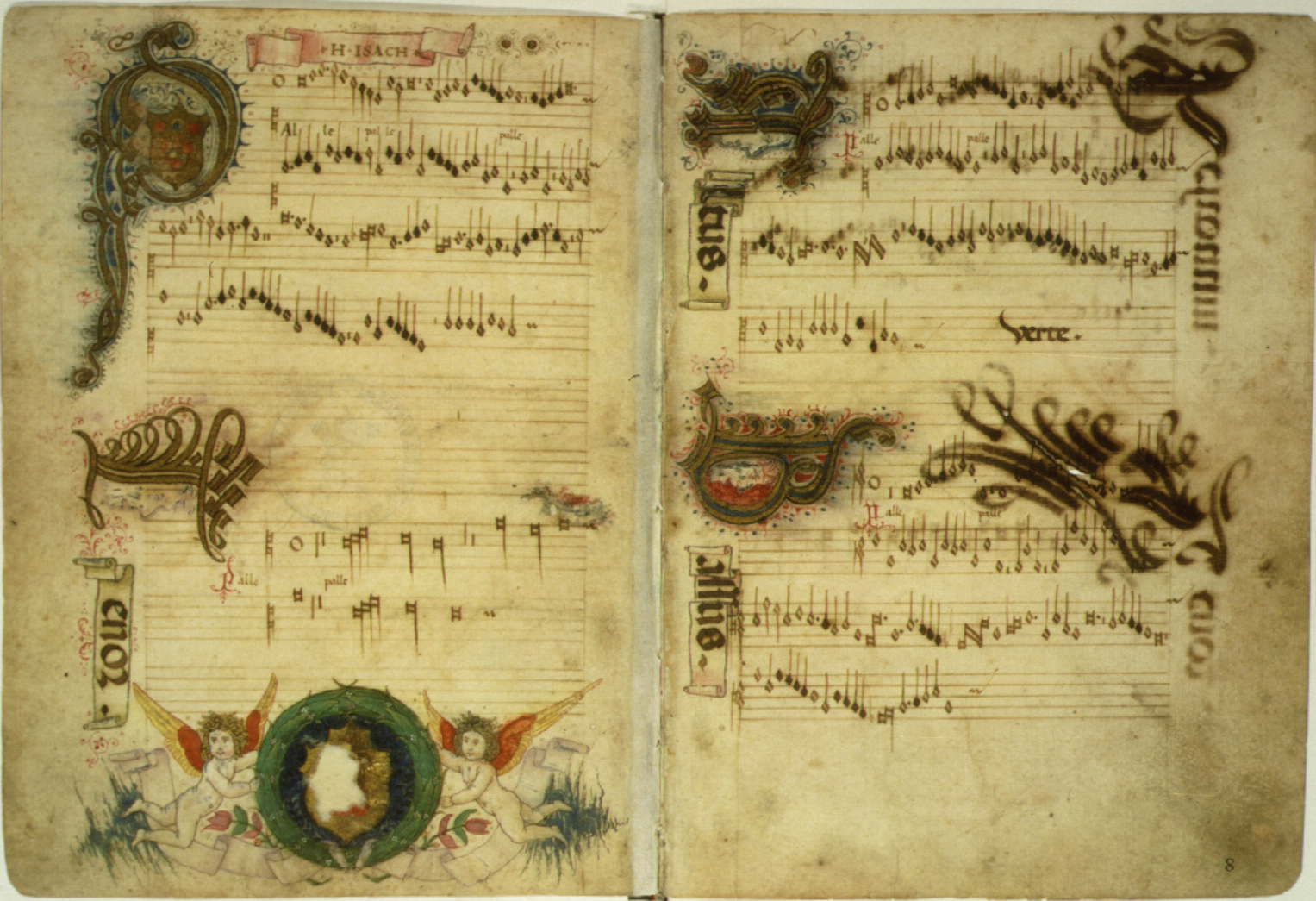
Začátek Isaacova čtyřhlasého motetu Palle, palle. Kompozice i zobrazený rukopis pravděpodobně pocházejí z Florencie 80. let 15. století. Palle (italsky „míče“) odkazuje na erb Medicejů, tehdejších Isaacových zaměstnavatelů.

Heinrich Isaac byl jedním z nejplodnějších skladatelů své doby, ale jeho dílo zůstávalo dlouho ve stínu tvorby Josquina Despreze. Komponoval širokou škálu hudebních žánrů včetně mší, motet, německých a italských písní i instrumentálních skladeb. V posledních letech svého života pracoval na cyklu mší pro celý rok nazvaným Choralis Constantinus. Cyklus zahrnuje okolo sta skladeb. Nestihl ho však dokončit. Celou serii završil jeho žák Ludwig Senfl. V úplnosti byl vydán až v roce 1555.
Kompletní vydání Isaacova díla: Henrici Isaac Opera omnia, ed. E. L. Lerner, Neuhausen-Stuttgart 1974–1998 (= Corpus mensurabilis musicae LXV/1–8)

### Mše
- Missa „Argentum et aurum“ zu vier Stimmen
- Missa „Chargé de deul“ zu vier Stimmen (vor 1485)
- Missa „Comme femme desconfortée“ zu vier Stimmen
- Missa „Coment poit avoir joie“ („Wohlauff gut Gsell von hinnen“) zu vier Stimmen
- Missa „Coment poit avoir joie“ („Wohlauff, gut Gsell von hinnen“) zu sechs Stimmen
- Missa de Apostolis (Magne Deus) zu vier Stimmen
- Missa de Apostolis zu fünf Stimmen
- Missa de Apostolis zu vier Stimmen
- Missa de beata virgine zu vier Stimmen
- Missa de beata virgine (I) zu fünf Stimmen
- Missa de beate virgine (II) zu fünf Stimmen
- Missa de beate virgine zu sechs Stimmen
- Missa de confessoribus zu vier Stimmen
- Missa de confessoribus zu fünf Stimmen
- Missa de martyribus zu vier Stimmen
- Missa de martyribus zu fünf Stimmen
- Missa de virginibus zu fünf Stimmen
- Missa „Een vrolic wesenn“ zu vier Stimmen
- Missa „Et trop penser“ zu vier Stimmen
- Missa ferialis zu vier Stimmen (nur Kyrie, Sanctus u. Agnus Dei)
- Missa „La mi la sol / O Praeclara“ zu vier Stimmen
- Missa „La Spagna“ zu vier Stimmen (de Bassadanze, Castila)
- Missa „Misericordias Domini“ zu vier Stimmen
- Missa paschalis zu 4 Stimmen
- Missa paschalis ad organum zu vier Stimmen
- Missa paschalis zu fünf Stimmen
- Missa paschalis zu sechs Stimmen
- Missa „Quant j’ay au cueur“ zu vier Stimmen
- Missa „Salva nos“ zu vier Stimmen
- Missa solemnis zu vier Stimmen
- Missa solemnis zu fünf Stimmen
- Missa solemnis zu sechs Stimmen
- Missa „T’meiskin was jonck“ zu vier Stimmen
- Missa „Une Musque de Biscaye“ zu vier Stimmen
- Missa „Virgo prudentissima“ zu sechs Stimmen
- Gloria zu vier Stimmen
- 13 selbständige Credo-Sätze zu je vier Stimmen
- Sanctus „Fortuna desperata“ zu vier Stimmen

### Proměnlivé části mše

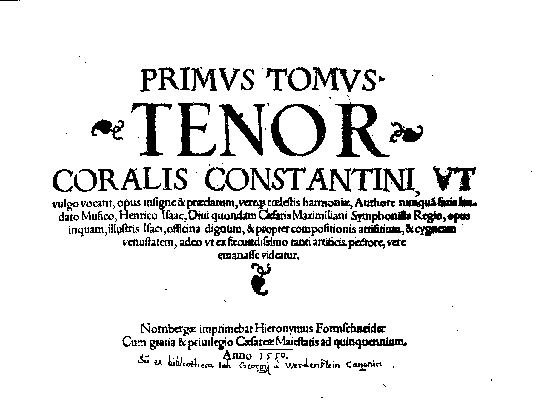
Tenorový part Choralis Constantinus

Části mše dle Choralis Constantinus, Band 1, Nürnberg 1550
- „Asperges me / Domine hysopo“
- De Sanctissima Trinitate (vier Teile: Introitus, Alleluja, Sequenz und Communio)
- Dominica I. post Pentecosten (drei Teile: Introitus, Alleluja und Communio; so auch alle folgenden mit drei Teilen)
- Dominica II. post Pentecosten (drei Teile)
- Dominica III. post Pentecosten (drei Teile)
- Dominica IV. post Pentecosten (drei Teile)
- Dominica V. post Pentecosten (drei Teile)
- Dominica VI. post Pentecosten (drei Teile)
- Dominica VII. post Pentecosten (drei Teile)
- Dominica VIII. post Pentecosten (drei Teile)
- Dominica IX. post Pentecosten (drei Teile)
- Dominica X. post Pentecosten (drei Teile)
- Dominica XI. post Pentecosten (drei Teile)
- Dominica XII. post Pentecosten (drei Teile)
- Dominica XIII. post Pentecosten (drei Teile)
- Dominica XIV. post Pentecosten (drei Teile)
- Dominica XV. post Pentecosten (drei Teile)
- Dominica XVI. post Pentecosten (drei Teile)
- Dominica XVII. post Pentecosten (drei Teile)
- Dominica XVIII. post Pentecosten (drei Teile)
- Dominica XIX. post Pentecosten (drei Teile)
- Dominica XX. post Pentecosten (drei Teile)
- Dominica XXI. post Pentecosten (drei Teile)
- Dominica XXII. post Pentecosten (drei Teile)
- Dominica XXIII. post Pentecosten (drei Teile)
- Dominica I. Adventus (drei Teile)
- Dominica II. Adventus (drei Teile)
- Dominica III. Adventus (drei Teile)
- Dominica IV. Adventus (drei Teile)
- Dominica infra octavam Epiphaniae (drei Teile)
- Dominica I. post octavam Epiphaniae (drei Teile)
- Dominica II. post octavam Epiphaniae (drei Teile)
- Dominica in Septuagesima (drei Teile)
- Dominica in Sexagesima (drei Teile)
- Dominica in Quinquagesima (drei Teile)
- In die cinerum (Aschermittwoch) (drei Teile)
- Dominica Invocavit (drei Teile)
- Dominica Reminiscere (drei Teile)
- Dominica Oculi (drei Teile)
- Dominica Laetare (drei Teile)
- Dominica Judica (drei Teile)
- Dominica Palmarum (drei Teile)
- Dominica Quasimodo geniti (Introitus, Communio)
- Dominica Misericordia Domini (drei Teile)
- Dominica Jubilate (drei Teile)
- Dominica Cantate (Introitus, Communio)
- Dominica Vocem iucundidatis (drei Teile)
- Dominica Exaudi (Introitus, Communio)

Části mše dle Choralis Constantinus, Band 2, Nürnberg 1555
- Nativitas Domini (vier Teile: Introitus, Alleluja, Sequenz, Communio; ebenso alle folgenden mit vier Teilen)
- Circumcisio Domini (vier Teile)
- Epiphania Domini (vier Teile)
- Purificatio Mariae (vier Teile)
- Annuntiatio Mariae (drei Teile)
- Resurrectio Domini (fünf Teile)
- Ascensio Domini (vier Teile)
- Sancti Spiritus (vier Teile)
- Corporis Christi (vier Teile)
- Joannis Baptistae (vier Teile)
- Joannis et Pauli (vier Teile)
- Petri et Pauli (vier Teile)
- Visitatio Mariae (vier Teile)
- Mariae Magdalenae (vier Teile)
- Assumptio Mariae (vier Teile)
- Sancti Geberhardi (vier Teile)
- Sancti Pelagii (vier Teile)
- Nativitas Mariae (vier Teile)
- Dedicatio templi (vier Teile)
- De sancta cruce (vier Teile)
- Omnium sanctorum (vier Teile)
- Sancti Martini (vier Teile)
- Praesentatio Mariae (vier Teile)
- Sancti Conradi (vier Teile)
- Conceptio Mariae (vier Teile)

Části mše dle Choralis Constantinus, Band 3, Nürnberg 1555
- In vigilia unius apostoli (Introitus, Gradus, Alleluja, Sequenz, Communio)
- Commune Apostolorum (Introitus, drei Alleluja, Sequenz, zwei Communios)
- Commune martyrum (sieben Introiten, neun Allelujas, zwei Sequenzen, sieben Communios)
- Commune unius martyris (sechs Introiten, vier Allelujas, zwei Sequenzen, fünf Communios)
- Commune confessoris (vier Introiten, sechs Allelujas, zwei Sequenzen, drei Communios)
- Commune virginum (vier Introiten, drei Allelujas, Sequenz, vier Communios)
- Tractus (alle fünf Sätze)
- Annuntiatio Mariae (Introitus, Alleluja, Sequenz)
- De Sancta Maria, a Nativitate usque ad Purificationem (Introitus, Alleluja, Sequenz)
- Commune festorum Beatae Mariae Virginis (Introitus, Alleluja, Sequenz, Communio)
- Sanctorum apostolorum Philippi et Iacobi (Introitus, Communio)
- Inventio sanctae crucis (Introitus, Alleluja, Sequenz, Communio)
- In vigilia Sancti Joannis Baptistae (Introitus)
- Nativitas Sancti Joannis Baptistae (Introitus, Alleluja, Sequenz, Communio)
- In vigilia sanctorum apostolorum Petri et Pauli (Introitus, Communio)
- Sanctorum apostolorum Petri et Pauli (Introitus, Communio)
- Commemoratio Sancti Pauli apostoli (Introitus, Communio)
- Visitatio Beatae Mariae Virginis (Alleluja, Sequenz)
- In divisione apostolorum (Sequenz)
- Mariae Magdalenae paenitentis (Sequenz, Communio)
- In vigilia Sancti Laurentii martyris (Introitus)
- Sancti Laurentii martyris (Introitus, Alleluja, Sequenz)
- Assumptio Beatae Mariae Virginis (Alleluja, Sequenz)
- Nativitas Beatae Mariae Virginis (Alleluja, Sequenz)
- In dedicatione Sancti Michaelis archangeli (Introitus, Alleluja, Sequenz, Communio)
- Sanctarum Ursulae ac sociarum virginum et martyrum (Sequenz)

Další jednotlivé části mše
- Sequenz „Agnus redemit oves“ zu sechs Stimmen
- Tractus „Beatus vir qui timet“ zu vier Stimmen
- Sequenz „Benedicta semper / Pater filius“ zu sechs Stimmen
- Introitus „Benedicta / sit Sancta Trinitas“ zu vier Stimmen
- Introitus „Benedicta / sit Sancta Trinitas“ zu sechs Stimmen
- Sequenz „Botrus Cypri reflorescit“ zu vier Stimmen
- Alleluja „Christus resurgens“ zu vier Stimmen
- Introitus „Cibavit eos / ex adipe“ zu sechs Stimmen
- Introitus „Ecce / advenit dominator“ zu sechs Stimmen
- Tractus „Gaude Maria virgo“ zu vier Stimmen
- Sequenz „Haec domus aulae coelestis“ zu fünf Stimmen
- Alleluja „Hic est discipulus“ zu vier Stimmen
- Communio „Laetabitur iustus / in Domino“ zu vier Stimmen
- Alleluja „Laetabitur iustus in Domino“ zu vier Stimmen
- Introitus „Loquebar / de testimoniis“ zu vier Stimmen
- Sequenz „O Narcisse fons eloquio“ zu vier Stimmen
- Communio „Pascha nostrum / immolatus est“ zu vier (?) Stimmen (Fragment)
- Sequenz „Pater Filius Sanctis Spiritus“ zu sechs Stimmen
- Introitus „Puer natus est nobis / et filius“ zu vier Stimmen
- Sequenz „Quantum potes“ zu vier (?) Stimmen (Fragment)
- Introitus „Resurrexit et adhuc / tecum sum“ zu sechs Stimmen
- Introitus „Rorate / coeli desuper“ zu sechs Stimmen
- Introitus „Salve / sancta parens“ zu sechs Stimmen
- Sequenz „Sed nunc urbem Augustinam“ zu vier Stimmen
- Sequenzteil „Sol occasum nesciens“ zu drei Stimmen
- Introitus „Spiritus Domini / replevit orbem“ zu sechs Stimmen
- Introitus „Suscepimus / Deus misericordiam“ zu sechs Stimmen
- Sequenz „Tu eius amore“ zu vier Stimmen
- Sequenz „Udalrici benedici Christi regis“ zu vier Stimmen
- Sequenz „Venerantes hanc diem“ zu vier Stimmen
- Alleluja „Venite ad me omnes“ zu vier Stimmen
- Introitus „Venite / benedicti Patris mei“ zu vier Stimmen
- Introitus „Viri Galilaei / quid admiramini“ zu vier Stimmen
- Introitus „Viri Galilaei / quid admiramini“ zu sechs Stimmen
- Introitus „Vultum tuum / deprecabuntur“ zu vier Stimmen
- Introitus „Vultum tuum / deprecabuntur“ zu sechs Stimmen

### Moteta
- „Accessit ad pedes Jesu“ zu vier Stimmen
- „Alma redemptoris Mater“ zu vier Stimmen
- „Angeli archangeli“ zu sechs Stimmen (= „O regina nobilissima)“
- „Anima liquefacta est“ zu vier Stimmen
- „Argentum et aurum“ zu vier Stimmen
- „Ave ancilla Trinitatis“ zu drei Stimmen (= „Caecus non iudicat“, „Gaudent in caelis“, „Regali quem decet“)
- „Ave ancilla Trinitatis“ zu vier Stimmen
- „Ave Regina caelorum“ (I) zu vier Stimmen
- „Ave Regina caelorum“ (II) zu vier Stimmen (zum Teil = „Sive vivamus, sive moriamur“)
- „Ave sanctissima Maria“ zu vier Stimmen
- „Christus surrexit“ zu sechs Stimmen
- „Credidi, propter quod locutus sum“ zu vier Stimmen
- „Cum esset desponsata mater“ zu vier Stimmen
- „Defensor noster aspice“ zu vier Stimmen
- „Ecce sacerdos magnus“ zu vier Stimmen
- „Gaude Dei genitrix virgo“ zu vier Stimmen
- „Gratias refero tibi Domine“ zu drei Stimmen
- „Hodie Deus homo factus“ zu vier Stimmen (Fragment)
- „Hodie scietis quia veniet“ zu fünf Stimmen (Fragment)
- „In convertendo Dominus“ zu vier Stimmen
- „Inviolata, integra et casta“ zu fünf Stimmen (Fragment)
- „Ista est speciosa“ zu vier (?) Stimmen (Fragment, nur Superius und Bassus erhalten)
- „Nil prosunt lacrimae“ zu vier Stimmen
- „O decus ecclesiae“ zu fünf Stimmen
- „O Maria, mater Christi“ zu vier Stimmen
- „Optime … Divino pastor“ zu sechs Stimmen
- „Oratio Jeremiae prophetae: Recordare“ zu vier Stimmen
- „Parce Domine populo tuo“ zu vier Stimmen
- „Prophetarum maxime“ zu vier Stimmen (wahrscheinlich Florenz zwischen 1484 und 1496)
- „Quae est ista quae ascendit“ zu vier Stimmen
- „Quem tremunt impia“ zu drei Stimmen
- „Quid retribuam Domino… Credidi“ zu vier Stimmen
- „Quid retribuam tibi, Leo“ zu drei Stimmen (1510 / 1517, Danksagung an Papst Leo X.)
- „Quis dabit capiti meo aquam?“ zu vier Stimmen (= „Illumina oculos meos“)
- „Quis dabit pacem populo“ zu vier Stimmen
- „Recordare Jesu Christe“ zu fünf Stimmen
- „Regina caeli laetare“ zu fünf Stimmen
- „Rogamus te piissima virgo“ zu vier Stimmen (= „La mi la sol“)
- „Sancta Maria Virgo“ zu vier Stimmen
- „Sancti Spiritus assit nobis gratia“ (2. Teil: „Imperii proceres“) zu vier Stimmen (für den Reichstag zu Konstanz 1507)
- „Sive vivamus, sive moriamur“ zu vier Stimmen (= Teil von „Ave regina caelorum“ II)
- „Sub tuum praesidium“ zu vier Stimmen (= „Ricercare“, siehe Lied- und Instrumentalsätze)
- „Sustinuimus pacem“ / „En l’ombre“ / „Une musque“ zu vier Stimmen
- „Te mane laudum carmine“ zu vier Stimmen
- „Tota pulchra es“ zu vier Stimmen
- „Tristitia vestra vertatur“ zu drei Stimmen
- „Virgo prudentissima“ zu sechs Stimmen (für den Reichstag zu Konstanz 1507, Text von Georg von Slatkonia)
- textlose Stimme (Fragment)

### Světská díla
Francouzské a vlámské skladby
- „Adieu fillette de regnon“ zu drei Stimmen (= „Non diva parens“, textlos)
- „An buos“ (richtig: „Au bois“?) zu vier Stimmen
- „Coment poit avoir joye“ (I) zu drei Stimmen (= Messkontrafaktur „Et incarnatus“ der Missa „Coment poit“ zu vier Stimmen und „Et in Spiritum“ der Missa „Coment poit“ zu sechs Stimmen)
- „Coment poit avoir joye“ (II) (= „Pleni“ der Missa „Coment poit“ zu vier Stimmen und „Patrem“ der Missa „Coment poit“ zu sechs Stimmen)
- „De tous biens“ zu zwei Stimmen (= „Et qui la dira“)
- „Et ie boi d’autant“ zu vier Stimmen
- „Et qui la dira“ zu vier Stimmen
- „Fille vous aves mal gardé“ zu vier Stimmen (= „Wie sol ich mich“ und „Ave sanctissima“)
- „Graciensi plaisat“ (nur Arrangement für Tasteninstrument erhalten)
- „Helas que devera mon cuer“ zu drei Stimmen
- „J’ay pris amours“ zu drei Stimmen
- „J’ay pris amours“ zu vier Stimmen (I)
- „J’ay pris amours“ zu vier Stimmen (II)
- „Je ne puis vivre“ zu vier Stimmen (= „Gaude, virgo“)
- „Le serviteur“ zu drei Stimmen
- „Maudit soit c’il qui trouva“ zu vier Stimmen
- „Mon père m’a doné mari“ zu vier Stimmen
- „O Venus bant“ zu drei Stimmen
- „Par ung chies do cure“ zu vier Stimmen
- „Par ung iour de matin’“ zu vier Stimmen (= „Hab mich lieb“)
- „Pour vous plaisirs“ zu vier Stimmen (= „Parcere prostratis“)
- „Serviteur suis“ zu drei Stimmen (= „Je suys malcontent“ und „Verum tamen universa“)
- „Tartara“ zu drei Stimmen

Italské skladby
- „A la battaglia“ zu vier Stimmen (1485 – 1489)
- „Corri fortuna“ zu vier Stimmen
- „Donna di dentro“ / „Dammene un pocho“ / „Fortuna d’un gran tempo“ zu vier Stimmen
- „Fammi una gratia, amore“ zu drei Stimmen
- „Fortuna desperata“ zu drei Stimmen
- „Fortuna desperata in mi“ (I) zu drei Stimmen
- „Fortuna desperata in mi“ (II) zu vier Stimmen (= „Sanctus“)
- „Hor’ e di maggio“ zu vier Stimmen
- „La Martinella“ (I) zu drei Stimmen
- „La Martinella“ (II) zu drei Stimmen
- „La Morra“ („Dona gentile“) zu vier Stimmen
- „La più vagha et più bella“ zu drei Stimmen
- „La spagna“ zu zwei Stimmen (Messkontrafaktur „Qui tollis“ aus der Missa „La spagna“)
- „La spagna“ zu drei Stimmen (Messkontrafaktur Agnus Dei II aus der Missa „La spagna“)
- „Lasso, quel ch’altri fugge“ zu zwei Stimmen (Bassus nicht erhalten)
- „Lieto et contento amore“ zu drei Stimmen
- „Morte que fay?“ zu vier Stimmen
- „Ne più bella di queste“ zu vier Stimmen (1485 / 1495)
- „Palle, palle“ zu vier Stimmen (1485 / 1495) (= „Halleluja. Hodie Christus natus est“, „La bella“, „Capellae Leonis Papae“)
- „Questo mostrarsi adirata“ zu drei Stimmen (Text: Angelo Poliziano; 1485 / 1495)
- „Sempre giro piangendo“ zu drei Stimmen
- „Un di lieto giamai“ zu drei Stimmen (Text: Lorenzo de Medici, 1485 / 1495)

Německé skladby
- „Ach hertzigs K.“ zu vier Stimmen
- „Ach, was will doch mein Hertz“ zu vier Stimmen
- „Bruder Conrat“ zu vier Stimmen (= Kontrafaktur „Agnus III“ der Missa carminum)
- „Der Hundt“ zu drei Stimmen
- „Der Welte Fundt“ zu vier Stimmen
- „Ein fröhlich wesen“ zu drei/vier Stimmen
- „Erkennen thu mein traurigs Gmüt“ zu vier Stimmen
- „Es het ein Baur ein Töchterlein“ zu vier Stimmen
- „Es wolt ein Meydlein grasen gan“ zu vier Stimmen (= „Dich Mutter Gottes“)
- „Freundtlich und milt“ zu vier Stimmen
- „Greiner, zancker, schnöpffitzer“ zu vier Stimmen
- „Ich stund an einem Morgen“ zu vier Stimmen
- „In Gottes Namen faren wir“ (I) zu vier Stimmen
- „In minem Sinn“ zu drei Stimmen
- „In minem Sinn“ zu vier Stimmen (I)
- „In minem Sinn“ zu vier Stimmen (II)
- „Insprugk, ich muss dich lassen“
- „Insprugk, ich muss dich lassen“ zu vier Stimmen
- „Kein Frewd hab ich“ zu vier Stimmen
- „Las Rauschen“ zu vier Stimmen
- „Maria Junckfrow hoch gebor’n“ zu vier Stimmen
- „Mein Freud allein“ zu vier Stimmen
- „Mein Mütterlein“ zu vier Stimmen
- „O weiblich Art“ („Ach weiplich Art“) zu vier Stimmen
- „O werdes Glück“ zu vier Stimmen
- „Suesser Vatter, Herre Gott“ zu drei Stimmen
- „Suesser Vatter“ zu vier Stimmen (= Decem praecepta, die zehn Gebot)
- „Wann ich des Morgens frü aufstehe“ zu vier Stimmen
- „Was frewet mich“ zu vier Stimmen
- „Wohlauff, gut Gsell“ zu drei Stimmen (= Messkontrafaktur „Qui tollis“ der Missa „Coment poit“, zu vier und sechs Stimmen)
- „Zart liepste Frucht“ zu vier Stimmen
- „Zwischen Perg und tieffe Tal“ zu vier Stimmen

Světské latinské skladby
- „Nil prosunt lacrimae“
- „Quis dabit capiti meo“
- „Sub cujus patula“
- „Quis dabit pacem“

Bez textu
- „Benedictus“ zu drei / vier Stimmen
- „Carmen in fa“ zu vier Stimmen
- „Erst wais ich“ zu drei Stimmen
- „Gratias accepistis“ zu vier Stimmen
- „La la hö hö“ zu vier Stimmen
- „La mi la sol
- „Mi mi“ zu drei Stimmen
- „Sanctus“ zu vier Stimmen der Missa paschalis
- Sechs textlose dreistimmige und zwei textlose vierstimmige Carmina
- „Vous marches du bout“ zu vier Stimmen

Řada dalších děl byla ztracena a u mnoha dalších skladeb je autorství nejisté.